# 파리의 디오니시우스

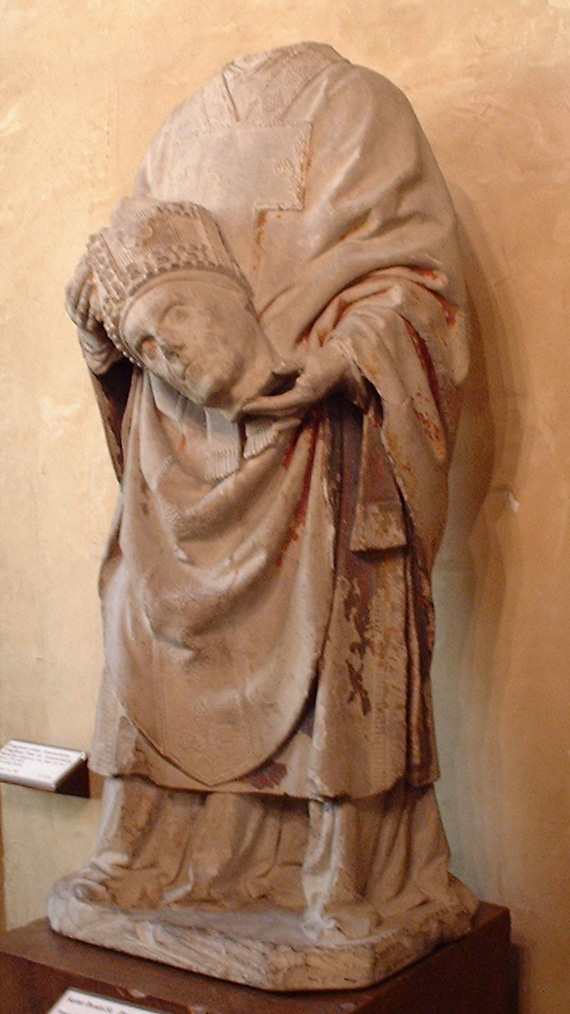
성 디오니시우스

디오니시우스(Dionysius)는 3세기 프랑스 파리의 초대 주교로 14성인 가운데 한 사람이다. 드니(Denys) 혹은 데니스(Dennis)라고도 한다. 로마 가톨릭의 성인. 축일은 10월 9일. 미술에서 디오니시우스의 모습은 주로 그의 순교에 대한 이야기를 그리고 있다. 디오니시우스라는 이름은 그리스 신화의 디오니소스의 형용사인 디오니시오스의 라틴어식 표기이다. 그는 참수당한 자신의 머리를 손에 들고 있는 주교의 모습으로 그려진다. 프랑스의 수호 성인이다.

## 행적
디오니시우스는 이탈리아에서 태어나 그 곳에서 사제 서품을 받고 주교에 임명된 것으로 보인다. 250년경 교황 파비아노는 디오니시우스와 다른 다섯 명의 주교들을 갈리아에 파견하여 포교하도록 했으며, 디오니시우스는 사제인 성 루스티쿠스와 부제 성 엘레우테리우스와 함께 포교활동을 했다. 파리에 도착한 디오니시우스는 파리의 초대 주교로 취임하였고, 자신의 설교로 많은 이교도들을 개종시킨 뒤 센 강의 한 섬에 성당을 설립했다. 이러한 포교 활동으로 세 사람은 박해를 받아 투옥되었으며 250년경 로마 황제 도미티아누스 때 참수되었다.
이들이 겪은 박해와 고문, 순교의 이야기는 《황금전설》에 수록되어 있다. 전승에 따르면, 디오니시우스는 채찍질을 당하고 벌겋게 달군 쇠로 지지는 고문을 받았을 뿐만 아니라 사나운 맹수들에게 먹이로 던져졌다가 십자가형에 처해졌다. 그런 다음 그는 다시 감옥에 보내졌으나 그곳에서 다른 그리스도인과 함께 미사를 드렸다. 그때 갑자기 밝은 빛 속에 그리스도가 나타나 그들에게 영성체를 하였다. 그리고 다음날 파리 근교에서 도끼로 참수되었다. 참수된 곳을 그 당시 사람들이 ‘순교자의 언덕’이라는 뜻의 몽마르트 언덕이라 불렀다. 그들의 유해는 센 강에 내던져졌으나 곧 교우들이 찾아내어, 파리의 북동쪽에 위치한 마을로 그의 머리를 가져갔다고 한다. 또다른 전설에 따르면 고통스럽게 참수당한 후 디오니시오는 스스로 깨어나 참수당한 자신의 머리를 두 손으로 받쳐들고 언덕을 내려가 하느님이 자신의 묘소로 지정해준 곳으로 갔다고 한다. 6세기 초 성녀 제노베파는 디오니시우스의 무덤 위에 성 디오니시우스 대수도원 성당(생드니 드 베네딕토 수도원)을 건축하였다.